# Olethrius subnitidus
Olethrius subnitidus là một loài bọ cánh cứng trong họ Cerambycidae.